# SeaQuest DSV/Episodenliste
Diese Episodenliste enthält alle Episoden der US-amerikanischen Fernsehserie seaQuest DSV, sortiert nach der Erstausstrahlung. Zwischen 1993 und 1996 entstanden in drei Staffeln insgesamt 59 Episoden mit einer Länge von jeweils etwa 45 Minuten.

## Übersicht
| Staffel | Episodenanzahl | Erstausstrahlung USA | Erstausstrahlung USA | Deutschsprachige Erstausstrahlung | Deutschsprachige Erstausstrahlung |
| Staffel | Episodenanzahl | Staffelpremiere      | Staffelfinale        | Staffelpremiere                   | Staffelfinale                     |
| ------- | -------------- | -------------------- | -------------------- | --------------------------------- | --------------------------------- |
| 1       | 24             | 12. Sep. 1993        | 22. Mai 1994         | 19. Jan. 1994                     | 10. Sep. 1994                     |
| 2       | 22             | 18. Sep. 1994        | 13. Sep. 1995        | 31. Okt. 1995                     | 14. Apr. 1996                     |
| 3       | 13             | 20. Sep. 1995        | 9. Jun. 1996         | 20. Okt. 1996                     | 19. Jan. 1997                     |

## Staffel 1
Die Erstausstrahlung der ersten Staffel war vom 12. September 1993 bis zum 22. Mai 1994 auf dem US-amerikanischen Sender NBC zu sehen. Die deutschsprachige Erstausstrahlung fand vom 19. Januar bis zum 10. September 1994 auf dem Sender RTL statt.
| Nr. (ges.) | Nr. (St.) | Deutscher Titel                                  | Originaltitel                 | Erstausstrahlung USA | Deutschsprachige Erstausstrahlung (D) | Regie                | Drehbuch                                                                               |
| ---------- | --------- | ------------------------------------------------ | ----------------------------- | -------------------- | ------------------------------------- | -------------------- | -------------------------------------------------------------------------------------- |
| 1          | 1         | seaQuest DSV – Teil 1 (auch Sein oder Nichtsein) | To Be or Not to Be, Part 1    | 12. Sep. 1993        | 19. Jan. 1994                         | Irvin Kershner       | Rockne S. O’Bannon & Tommy Thompson Idee: Rockne S. O’Bannon                           |
| 2          | 2         | seaQuest DSV – Teil 2                            | To Be or Not to Be, Part 2    | 12. Sep. 1993        | 19. Jan. 1994                         | Irvin Kershner       | Rockne S. O’Bannon & Tommy Thompson Idee: Rockne S. O’Bannon                           |
| 3          | 3         | Der Teufelsgraben                                | The Devil’s Window            | 19. Sep. 1993        | 26. Jan. 1994                         | Les Landau           | David J. Burke & Hans Tobeason                                                         |
| 4          | 4         | Das versunkene Wissen                            | Treasure of the Mind          | 26. Sep. 1993        | 2. Feb. 1994                          | Bryan Spicer         | David Kemper                                                                           |
| 5          | 5         | Vereist in alle Ewigkeit                         | Games                         | 3. Okt. 1993         | 16. Feb. 1994                         | Joe Napolitano       | David Venable                                                                          |
| 6          | 6         | Tiefseeflimmern                                  | Treasures of the Tonga Trench | 9. Okt. 1993         | 23. Feb. 1994                         | Les Sheldon          | John J. Sakmar & Kerry Lenhart                                                         |
| 7          | 7         | Die vergessenen Kinder                           | Brothers and Sisters          | 17. Okt. 1993        | 7. Mai 1994                           | Bill L. Norton       | Art Monterastelli                                                                      |
| 8          | 8         | Tödliche Gene                                    | Give Me Liberte               | 24. Okt. 1993        | 14. Mai 1994                          | Bill L. Norton       | John J. Sakmar & Kerry Lenhart                                                         |
| 9          | 9         | Das Geisterschiff                                | Knight of Shadows             | 31. Okt. 1993        | 21. Mai 1994                          | Helaine Head         | Melinda M. Snodgrass                                                                   |
| 10         | 10        | SOS im Sargassomeer                              | Bad Water                     | 7. Nov. 1993         | 28. Mai 1994                          | Bryan Spicer         | David Kemper                                                                           |
| 11         | 11        | Der Regulator                                    | The Regulator                 | 21. Nov. 1993        | 4. Juni 1994                          | Les Sheldon          | David J. Burke                                                                         |
| 12         | 12        | Goldrausch                                       | seaWest                       | 28. Nov. 1993        | 11. Juni 1994                         | Gabrielle Beaumont   | John J. Sakmar & Kerry Lenhart                                                         |
| 13         | 13        | Kampf gegen die Welt                             | Photon Bullet                 | 19. Dez. 1993        | 18. Juni 1994                         | Steve Dubin          | Michael Cassutt                                                                        |
| 14         | 14        | Duell der Entdecker                              | Better Than Martians          | 2. Jan. 1994         | 9. Juli 1994                          | John T. Kretchmer    | David Kemper & Dan Brecher                                                             |
| 15         | 15        | Gefährliches Experiment                          | Nothing But the Truth         | 9. Jan. 1994         | 16. Juli 1994                         | Les Sheldon          | David Kemper                                                                           |
| 16         | 16        | Die Schatzinsel                                  | Greed for a Pirate’s Dream    | 16. Jan. 1994        | 30. Juli 1994                         | James A. Contner     | David J. Burke & Robert Engels                                                         |
| 17         | 17        | Der Rächer der Wale                              | Whale Song                    | 6. Feb. 1994         | 6. Aug. 1994                          | Bryan Spicer         | Patrick Hasburgh                                                                       |
| 18         | 18        | Turbulenzen                                      | The Stinger                   | 20. Feb. 1994        | 13. Aug. 1994                         | Jonathan Sanger      | John J. Sakmar, David J. Burke & Patrick Hasburgh Idee: John J. Sakmar & Kerry Lenhart |
| 19         | 19        | Der Alptraum                                     | Hide and Seek                 | 27. Feb. 1994        | 20. Aug. 1994                         | Lindsley Parsons III | Robert Engels                                                                          |
| 20         | 20        | In letzter Sekunde                               | The Last Lap at Luxury        | 20. März 1994        | 27. Aug. 1994                         | Bryan Spicer         | Zora Quayton                                                                           |
| 21         | 21        | Die Meerjungfrau                                 | Abalon                        | 1. Mai 1994          | 3. Sep. 1994                          | Les Sheldon          | Patrick Hasburgh                                                                       |
| 22         | 22        | Endlose Geduld                                   | Such Great Patience           | 8. Mai 1994          | 10. Sep. 1994                         | Bryan Spicer         | David Kemper                                                                           |
| 23         | 23        | Die Schwestern vom guten Tod                     | The Good Death                | 15. Mai 1994         | 10. Sep. 1994                         | David J. Burke       | Hans Tobeason Idee: Hans Tobeason & Douglas Burke                                      |
| 24         | 24        | Das Ende der seaQuest                            | Higher Power                  | 22. Mai 1994         | 10. Sep. 1994                         | John T. Kretchmer    | David J. Burke & Patrick Hasburgh                                                      |

## Staffel 2
Die Erstausstrahlung der zweiten Staffel war vom 18. September 1994 bis zum 13. September 1995 auf dem US-amerikanischen Sender NBC zu sehen. Die deutschsprachige Erstausstrahlung fand vom 31. Oktober 1995 bis zum 14. April 1996 auf dem Sender RTL statt.
| Nr. (ges.) | Nr. (St.) | Deutscher Titel                      | Originaltitel                  | Erstausstrahlung USA | Deutschsprachige Erstausstrahlung (D) | Regie                  | Drehbuch                          |
| ---------- | --------- | ------------------------------------ | ------------------------------ | -------------------- | ------------------------------------- | ---------------------- | --------------------------------- |
| 25         | 1         | seaQuest DSV II – Teil 1             | Daggers, Part 1                | 18. Sep. 1994        | 31. Okt. 1995                         | Bryan Spicer           | Jonathan Falls                    |
| 26         | 2         | seaQuest DSV II – Teil 2             | Daggers, Part 2                | 18. Sep. 1994        | 31. Okt. 1995                         | Bryan Spicer           | Jonathan Falls                    |
| 27         | 3         | Die Angst im Nacken                  | The Fear That Follows          | 25. Sep. 1994        | 5. Nov. 1995                          | Robert Wiemer          | Clifton Campbell                  |
| 28         | 4         | Im Rausch der Tiefe                  | Sympathy for the Deep          | 2. Okt. 1994         | 19. Nov. 1995                         | Bruce Seth Green       | Carleton Eastlake                 |
| 29         | 5         | Landurlaub                           | Vapors                         | 9. Okt. 1994         | 26. Nov. 1995                         | Les Sheldon            | David J. Burke                    |
| 30         | 6         | Hilferuf aus der Zukunft             | Playtime                       | 23. Okt. 1994        | 3. Dez. 1995                          | Robert Wiemer          | Lawrence Hertzog                  |
| 31         | 7         | Begegnung mit der Vergangenheit      | The Sincerest Form of Flattery | 13. Nov. 1994        | 10. Dez. 1995                         | Jesús Salvador Treviño | Carleton Eastlake                 |
| 32         | 8         | Schlingen des Todes                  | By Any Other Name              | 20. Nov. 1994        | 17. Dez. 1995                         | Burt Brinckerhoff      | Lawrence Hertzog                  |
| 33         | 9         | Wenn Tote erwachen                   | When We Dead Awaken            | 27. Nov. 1994        | 7. Jan. 1996                          | Annette Haywood-Carter | Clifton Campbell                  |
| 34         | 10        | Familienbande                        | Special Delivery               | 11. Dez. 1994        | 14. Jan. 1996                         | Gus Trikonis           | Patrick Hasburgh                  |
| 35         | 11        | Ein Mann zuviel                      | Dead End                       | 18. Dez. 1994        | 21. Jan. 1996                         | Steven Robman          | Carleton Eastlake                 |
| 36         | 12        | Grüße aus der Steinzeit              | Meltdown                       | 8. Jan. 1995         | 28. Jan. 1996                         | Anson Williams         | Tom Szolossi                      |
| 37         | 13        | Auf der Suche nach Atlantis          | Lostland                       | 15. Jan. 1995        | 4. Feb. 1996                          | Bruce Seth Green       | Ted Raimi & David J. Burke        |
| 38         | 14        | Falsche Liebe                        | And Everything Nice            | 22. Jan. 1995        | 11. Feb. 1996                         | Burt Brinckerhoff      | Lawrence Hertzog                  |
| 39         | 15        | Der blinde Seher                     | Dream Weaver                   | 19. Feb. 1995        | 18. Feb. 1996                         | Oscar L. Costo         | Clifton Campbell                  |
| 40         | 16        | Allein                               | Alone                          | 26. Feb. 1995        | 25. Feb. 1996                         | David J. Burke         | Carleton Eastlake                 |
| 41         | 17        | Solitaire – Die geheimnisvolle Insel | Watergate                      | 5. März 1995         | 3. März 1996                          | Casey O. Rohrs         | Patrick Hasburgh                  |
| 42         | 18        | Das Verbrechen in der Alpha-Basis    | Something in the Air           | 19. März 1995        | 17. März 1996                         | Steven Robman          | Lawrence Hertzog                  |
| 43         | 19        | O’Neills Entlassung                  | Dagger Redux                   | 2. Apr. 1995         | 24. März 1996                         | Oscar L. Costo         | Patrick Hasburgh                  |
| 44         | 20        | Der Zukunftsmensch                   | The Siamese Dream              | 30. Apr. 1995        | 31. März 1996                         | Jesús Salvador Treviño | Jonathan Brandis & David J. Burke |
| 45         | 21        | Ausweglose Mission                   | Splashdown                     | 21. Mai 1995         | 14. Apr. 1996                         | Anson Williams         | Carleton Eastlake                 |
| 46         | 22        | Der Knastbruder                      | Blindsided                     | 13. Sep. 1995        | 14. Apr. 1996                         | Anson Williams         | Clifton Campbell                  |

## Staffel 3
Die Erstausstrahlung der dritten Staffel war vom 20. September 1995 bis zum 9. Juni 1996 auf dem US-amerikanischen Sender NBC zu sehen. Die deutschsprachige Erstausstrahlung fand vom 20. Oktober 1996 bis zum 19. Januar 1997 auf dem Sender RTL statt.
| Nr. (ges.) | Nr. (St.) | Deutscher Titel             | Originaltitel                    | Erstausstrahlung USA | Deutschsprachige Erstausstrahlung (D) | Regie                  | Drehbuch                               |
| ---------- | --------- | --------------------------- | -------------------------------- | -------------------- | ------------------------------------- | ---------------------- | -------------------------------------- |
| 47         | 1         | Schöne neue Welt            | Brave New World                  | 20. Sep. 1995        | 20. Okt. 1996                         | Anson Williams         | Clifton Campbell                       |
| 48         | 2         | Das Trinkwasser-Monopol     | In the Company of Ice and Profit | 27. Sep. 1995        | 27. Okt. 1996                         | Jesús Salvador Treviño | Patrick Hasburgh                       |
| 49         | 3         | Unsichtbare Piraten         | Smoke on the Water               | 11. Okt. 1995        | 3. Nov. 1996                          | Oscar L. Costo         | Lee Goldberg & William Rabkin          |
| 50         | 4         | Endstation Peking           | Destination Terminal             | 18. Okt. 1995        | 10. Nov. 1996                         | Bruce Seth Green       | Javier Grillo-Marxuach                 |
| 51         | 5         | Befehl ist Befehl           | Chains of Command                | 1. Nov. 1995         | 17. Nov. 1996                         | Anson Williams         | Lee Goldberg & William Rabkin          |
| 52         | 6         | Krieger-Ehre                | Spindrift                        | 8. Nov. 1995         | 5. Jan. 1997                          | Oscar L. Costo         | Carleton Eastlake                      |
| 53         | 7         | Vertrauenssache             | Equilibrium                      | 15. Nov. 1995        | 8. Dez. 1996                          | Anson Williams         | Naren Shankar & Javier Grillo-Marxuach |
| 54         | 8         | Der geplante Weltuntergang  | Resurrection                     | 6. Dez. 1995         | 12. Jan. 1997                         | Oscar L. Costo         | Lee Goldberg & William Rabkin          |
| 55         | 9         | Der Fluch von Banaba Island | Good Soldiers                    | 20. Dez. 1995        | 15. Dez. 1996                         | Jesús Salvador Treviño | Naren Shankar                          |
| 56         | 10        | Zeitreise                   | Second Chance                    | 27. Dez. 1995        | 22. Dez. 1996                         | Frederick King Keller  | Carleton Eastlake                      |
| 57         | 11        | Willenlos                   | Brainlock                        | 12. Jan. 1996        | 1. Dez. 1996                          | Jesús Salvador Treviño | Clifton Campbell                       |
| 58         | 12        | Die Sklavenkolonie          | Reunion                          | 28. Jan. 1996        | 29. Dez. 1996                         | Anson Williams         | Carleton Eastlake                      |
| 59         | 13        | Auf Leben und Tod           | Weapons of War                   | 9. Juni 1996         | 19. Jan. 1997                         | Steve Beers            | Javier Grillo-Marxuach                 |